# Coenosia fordi
Coenosia fordi är en tvåvingeart som beskrevs av Fritz Isidore van Emden 1940. Coenosia fordi ingår i släktet Coenosia och familjen husflugor.
Artens utbredningsområde är Uganda. Inga underarter finns listade i Catalogue of Life.